# Rainier III (philatélie)
Pour le prince souverain, voir Rainier III.
Rainier III, prince de Monaco a été représenté sur de nombreuses émissions de timbres-poste monégasques depuis son avènement en 1949 et jusqu'à sa mort en avril 2005.
De plus, il a accordé de l'importance aux émissions de timbres de son pays, comme symbole de la souveraineté de sa principauté et « ambassadeur » pour la faire connaître quand il la transformait en réussite économique.

## «Prince philatéliste»
Comme la plupart des réalisations effectuées sous son règne à Monaco, l'émission de timbres-poste a été effectuée sous la surveillance de Rainier III. Dès 1950, il inaugure le musée postal (voir série de timbres de 1952) à partir des collections de ses prédécesseurs Albert Ier et Louis II. Il est ensuite étendu en un Musée des timbres et des monnaies en 1996. Il inclut dans les biens de la Couronne sa collection privée  en 1999.
Ceci et le patronage du Club de Monte-Carlo de l'élite philatélique créé en 1997 lui permettent de rendre accessible au public des pièces rares et exceptionnelles en s'associant au sein du club avec une centaine de collectionneurs et des musées postaux.
Jean Fissore, président de l'Office des émissions de timbres-poste, témoigne en 2005 que le prince s'investissait dans le processus de fabrication des émissions monégasques en se faisant présenter les maquettes, les essais et les bons à tirer définitifs. En sont issues quelques particularités des émissions monégasques : un usage régulier de la taille-douce et des services du graveur Czesław Słania.

## Les premiers timbres de 1949 et 1950
La première apparition de Rainier III sur timbre-poste de Monaco date du 27 décembre 1949 pour l'émission de bienfaisance au profit de la Croix-Rouge monégasque. Le second timbre représente sa mere Charlotte. En 1951, le bloc-feuillet est réémis avec une surcharge annulant la surtaxe.
L'avènement est marqué par une série de timbres-poste et de poste aérienne émise le 11 avril 1950. Elle représente le prince debout, en uniforme, avec à l'arrière-plan un paysage et un avion. Dessiné et gravé par Raoul Serres, le timbre est imprimé en taille-douce.

## Timbres d'usage courant et de poste aérienne
La première série d'usage courant est émise en deux années, de 1950 à 1951. Elle représente le profil gauche de Rainier III sur un fond de couleur uni, graphiquement très simple.
Henry Cheffer grave la série suivante : toujours de profil gauche, le prince est représenté à l'intérieur d'un ovale formé par des branches d'olivier. Les premières valeurs sont émises en 1955 et le figuré est remplacé en 1974. Le timbre est repris en 1985 pour le centième anniversaire du premier timbre monégasque ; le bloc reprend quatre anciens figurés, un par prince de Monaco ayant figuré sur timbre-poste.
Dessiné et gravé par le graveur polonais et suédois Czesław Słania, le prince est représenté de profil encore, mais le rendu de la gravure en taille-douce rappelle davantage une image photographique. Plus âgé, le prince présente une moustache, des pattes et une chevelure visibles. La série est en circulation de 1974 à 1981.
En 1981, pour la nouvelle série, le prince héréditaire Albert apparaît de profil derrière le profil de son père sur la nouvelle série dessinée et gravée par Czesław Słania qui a gravé deux ans plus tôt le premier timbre représentant Albert. Les cinq plus fortes valeurs (de 5 à 20 francs) sont de grand format horizontaux marqués « poste aérienne ».
En 1989, Rainier III est représenté de face, à la moustache et aux cheveux blanchis par l'âge, sur un timbre dépouillé, toujours gravé par Czesław Słania : sur un arrière-plan clair, le profil est simplement encadré d'un léger trait, à l'intérieur duquel apparaissent le nom du pays et la valeur faciale. Le timbre a affiché de fortes valeurs faciales : 10 francs sur le bloc de 1993 pour l'admission du pays à l'ONU, 40 francs dans l'émission courante de 1993.
Trois fortes valeurs faciales (10, 15 et 20 francs) sont émises le 11 mars 1996 reprenant le graphisme de trois poste aérienne de 1974. En grand format et gravés par Slania, les timbres de 1996 représentent le profil gauche de Rainier et la mention « Musée des timbres et des monnaies ».

## Timbres commémoratifs
L'effigie de Rainier III est apparue à plusieurs reprises sur des timbres commémoratifs pour célébrer des événements et anniversaires de l'histoire de la principauté de Monaco.

### Les anniversaires de règne
La longévité de Rainier III a donné quatre blocs pour les anniversaires de son règne :
- trois blocs-feuillets d'un timbre chacun représentant le prince en grand costume gravé par Czesław Słania et présentant de fortes valeurs faciales :
  - 10 francs en 1981 pour le 25e anniversaire de règne,
  - 20 francs en 1989 pour le 40e anniversaire,
  - 20 francs en 1999 pour le 50e anniversaire.

En 1998-1999,  le jubilé a été commémoré avec deux autres feuillets : 
- 25 francs en 1998 pour les armoiries de Monaco et le monogramme princier (deux R manuscrits enlacés et le chiffre romain III),
- 30 francs pour un timbre reprenant les six effigies d'usage courant (celle de Cheffer est reprise deux fois à cause du passage au nouveau franc).

### La famille princière
La famille princière a donné lieu à quelques émissions. Le couple formé par Rainier avec Grace Kelly est représenté par trois séries.
Le 19 avril 1956 sont émis les timbres-poste et de poste aérienne pour le mariage. Les portraits du timbre ont été gravés par Jules Piel d'après une photographie de Rainier par Gilles Detaille et une photographie de Grace Kelly par Piaz. Le cadre a été gravé par B. Minne. Imprimé en taille-douce, les 5 timbres-poste ont été tirés à 36 027 500 exemplaires et les 3 de poste aérienne à 1 107 500 exemplaires.
Les deux autres séries sont :
- deux émissions de poste aérienne en 1959-1960 et 1966-1971 :
  - la première représente le couple en costume officiel de plain-pied, dessin gravé par Jules Piel,
  - la seconde représente les deux profils, celui de Grace au premier plan, dessin gravé par René Cottet.
- pour le 25e anniversaire de mariage, en 1981, les timbres montrent le couple princier entouré de leurs monogrammes.

Par ailleurs, Grace de Monaco est apparue de nombreuses fois de son vivant sur des émissions au profit de la Croix-Rouge monégasque, pour la naissance de leur fille aînée Caroline (1958). Parmi les émissions en son hommage avec sa mort, on trouve l'émission conjointe avec les États-Unis en 1993, avec un portrait de Słania et l'émission Europa de 1996 sur les femmes célèbres.
Les trois enfants du prince Rainier et de Grace ont été peu représentés. En 1963, Caroline et Albert, enfants, sont représentés entourés de roses sur un timbre dessiné par Pierrette Lambert et gravé par René Cottet. Ils sont avec leur mère sur un timbre de poste aérienne de 1966. Adultes, Albert en tant que prince héréditaire est apparu sur timbre à partir de ses 21 ans en 1979 ; Caroline (à deux reprises) et Stéphanie (une fois) ont illustré des timbres en tant que présidentes d'association de bienfaisance.
En 1998, dans une composition peu conventionnelle de S. Carpenter, les portraits de Louis II, d'un souriant Rainier III, de Grace et d'Albert sont utilisés pour le cinquantième anniversaire de la Croix-Rouge monégasque.

### La philatélie et la numismatique
La philatélie et la numismatique ont justifié plusieurs émissions faisant appel à l'effigie du prince Rainier. Dès 1955, une exposition philatélique internationale (la FIPEX, pour Fifth International Philatelic Exhibition) donne lieu à l'émission d'un triptyque représentant le prince en grand costume, le palais de Monaco et la Louisiane au XVIIIe siècle.
En 1997, les cinquante ans de l'Office des émissions de timbres-poste connaît aussi un triptyque avec les portraits de Rainier III et du fondateur de l'office, le prince Louis II, et une représentation de la Villa Miraflorès.
Une réutilisation d'un ancien portrait de poste aérienne sert pour signaler l'ouverture du Musée des timbres et des monnaies en 1996, ainsi qu'auparavant son profil sur une pièce de monnaie en 1994.

### La dernière émission
Le dernier timbre représentant Rainier III de son vivant est un triptyque gravé par Martin Mörck et émis le 3 décembre 2004 :
- à gauche, un portrait orange de Rainier III dessiné par Czesław Słania et gravé par Martin Mörck,
- au milieu, une vue du palais de Monaco (en orange) et des montagnes environnantes (en vert) dessiné par Patrice Merot,
- à droite, un portrait orange d'Albert dessiné par Merot.

### Les hommages posthumes
Le 19 novembre 2005, pendant les festivités d'intronisation de son fils et successeur Albert II, Rainier III fait l'objet de l'émission d'un bloc-feuillet d'un timbre en son hommage. Le portrait est un dessin de Czesław Słania gravé par Jacky Larrivière.
Le 30 janvier 2006, un des timbres de poste aérienne de 1974 est représenté sur une scène dessinée par Thierry Mordant et gravée par Pierre Albuisson pour le 10e anniversaire du Musée des timbres et des monnaies.
Le 6 avril 2006, un timbre de Guéorgui Chichkine le représente avec ses trois prédécesseurs pour le 150e anniversaire de l'Orchestre philharmonique de Monte-Carlo. Un auditorium servant aux répétitions et concerts a été baptisé de son nom.

### Articles liés
- Histoire philatélique et postale de Monaco
- Office des émissions de timbres-poste (OETP) créé en 1937 prépare les émissions ; l'administration postale reste française.
- Club de Monte-Carlo de l'élite philatélique créé en 1997 avec pour membres une centaine de collectionneurs et une vingtaine de musées postaux, tous posseseurs de pièces philatéliques rares. Objectif : rendre accessible au public des pièces exceptionnelles.
- Albert II de Monaco (timbre), sur les timbres à l'effigie de son fils et successeur Albert II.